# Cassida transcaspica
Cassida transcaspica es un coleóptero de la familia Chrysomelidae.
Fue descrita científicamente en 1926 por Spaeth.